# Allaman
Allaman (frz. [alamɑ̃]) ist ein Dorf und eine politische Gemeinde im Distrikt Morges des Kantons Waadt in der Schweiz.

## Geographie
Allaman liegt auf 409 m ü. M., 9 km südwestlich der Bezirkshauptstadt Morges (Luftlinie). Das Dorf erstreckt sich auf einer Verebnungsfläche rund 30 m über dem Seespiegel des Genfersees, am Dorfbach Armary, westlich des Aubonne-Tals.
Die Fläche des 2,6 km² grossen Gemeindegebiets umfasst einen kleinen Abschnitt am Nordufer des Genfersees. Der Gemeindeboden erstreckt sich vom Seeufer nordwärts über den flachen Uferrandstreifen und auf das Plateau am Fuss der Waadtländer Côte. Der höchste Punkt von Allaman wird mit 427 m ü. M. auf diesem Plateau erreicht. Die Westgrenze wird vom Bach Eau Noire gebildet, während die Ostgrenze entlang des stark gewundenen Flusslaufs der Aubonne verläuft. Diese hat ein Tal in das Plateau eingegraben und bei ihrer Mündung in den Genfersee einen grossen Schwemmkegel aufgeschüttet, von dem der westliche Teil zu Allaman gehört. Das Areal am See ist unter der Bezeichnung Chanivaz – Delta de l’Aubonne ein Schutzgebiet von nationaler Bedeutung.
Von der Gemeindefläche entfielen 1997 22 % auf Siedlungen, 17 % auf Wald und Gehölze, 59 % auf Landwirtschaft und etwas weniger als 2 % war unproduktives Land.
Zu Allaman gehören einige Einzelhöfe. Nachbargemeinden von Allaman sind Perroy, Féchy, Aubonne, Etoy und Buchillon.

## Bevölkerung
Mit 431 Einwohnern (Stand 31. Dezember 2023) gehört Allaman zu den kleinen Gemeinden des Kantons Waadt. Von den Bewohnern sind 86,0 % französischsprachig, 4,1 % deutschsprachig und 3,1 % portugiesischsprachig (Stand 2000). Die Bevölkerungszahl von Allaman belief sich 1850 auf 292 Einwohner, 1920 auf 403 Einwohner. Seither pendelt die Bevölkerungszahl im Bereich zwischen 350 und 400 Einwohnern.

## Wirtschaft
Allaman war bis ins 20. Jahrhundert ein vorwiegend durch die Landwirtschaft geprägtes Dorf. Dank der optimal gegen Süden geneigten Hänge im Bereich des Ortes hat der Weinbau eine grosse Bedeutung, daneben gibt es etwas Ackerbau. Seit 1895 steht eine Zementrohrfabrik in Allaman. Weitere Arbeitsplätze sind im lokalen Gewerbe und im Dienstleistungssektor vorhanden. Allaman entwickelte sich ab 1984 zum grössten Anbaugebiet für Kiwifrüchte in der Schweiz.

## Verkehr
Die Gemeinde ist verkehrstechnisch hervorragend erschlossen. Sie liegt an der Hauptstrasse 1, die von Genf dem Seeufer entlang nach Lausanne führt. Der Autobahnanschluss Aubonne an der 1964 eröffneten A1 (Genf-Lausanne) ist rund 1 km vom Ort entfernt.
Am 14. April 1858 wurde der Abschnitt von Morges nach Coppet der Bahnstrecke Lausanne–Genf mit einem Bahnhof in Allaman in Betrieb genommen. Dieser Bahnhof dient heute auch als wichtiger Verladebahnhof der Region. Vom 23. Juli 1896 bis zum 17. Mai 1952 war die elektrische Bahn Allaman-Aubonne-Gimel (AAG) in Betrieb, diese Strecke wird heute von der Buslinie Allaman – Aubonne – Gimel bedient.

## Geschichte
Auf dem Gemeindegebiet von Allaman wurden Gräber aus dem Neolithikum und aus der Bronzezeit gefunden. Aus der Römerzeit stammen Reste von Hausfundamenten und Münzen. Die erste sichere urkundliche Erwähnung des Ortes stammt aus dem Jahre 1177: in Alemaniis; ab 1235 erscheint die Form Alamant. Der Ortsname dürfte auf den vielfach belegten Personennamen Al(l)amandus/Alamannus/Alamant oder auf das Ethnonym alaman(d) zurückgehen.
Seit dem Mittelalter war Allaman Sitz der Herrschaft Allaman, von der die eine Hälfte dem ortsansässigen gleichnamigen Adelsgeschlecht, die andere Hälfte den Herren von Aubonne gehörte. Mit der Eroberung der Waadt durch Bern im Jahr 1536 kam Allaman unter die Verwaltung der Vogtei Morges. Nach dem Zusammenbruch des Ancien Régime gehörte das Dorf von 1798 bis 1803 während der Helvetik zum Kanton Léman, der anschliessend mit der Inkraftsetzung der Mediationsverfassung im Kanton Waadt aufging. Allaman wurde 1798 zunächst dem Bezirk Aubonne zugeteilt, kam aber 1803 an den Bezirk Rolle.

## Sehenswürdigkeiten

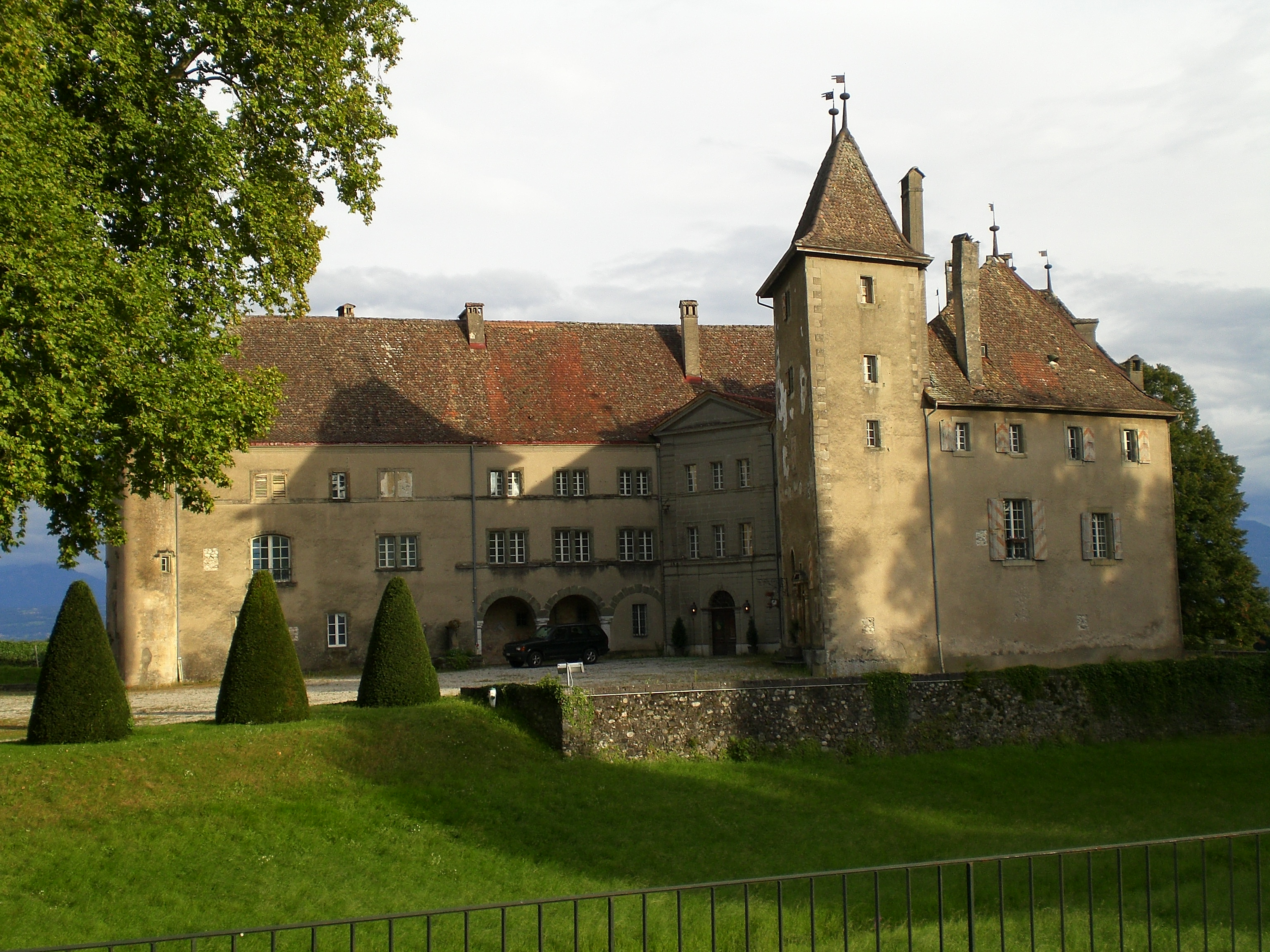
Das Schloss Allaman

Die reformierte Pfarrkirche Saint-Jean wurde bereits im 14. Jahrhundert erwähnt. Der heutige Bau wurde im Stil der Spätgotik im 15. und 16. Jahrhundert errichtet. Das im Mittelalter erbaute Maison de Rochefort ist seit 1838 Weingut der Stadt Lausanne. Im Ortskern sind einige charakteristische Weinbauernhäuser aus dem 17. und 18. Jahrhundert erhalten.
Das Schloss Allaman, ehemaliger Sitz der Edlen von Allaman, wurde 1530 von den Eidgenossen niedergebrannt. Bald danach wiederaufgebaut, erhielt es seine heutige Gestalt 1723 durch seine damalige Besitzerin Marquise de Langallerie. Das Schloss besteht aus zwei rechtwinklig zueinander stehenden Flügeln mit einem massiven Turm an der Südecke. Die gegen den Hof hin gelegene Fassade ist im Barockstil gestaltet und besitzt Arkaden.
1755 wurde das Schloss von Gaspard Sellon gekauft. Die Familie Sellon beherbergte zahlreiche berühmte Gäste. Jean-Henri Maubert de Gouvest schrieb hier seine Mémoires und wahrscheinlich auch sein Testament politique d'Alberoni. Die Mutter des Grafen Cavour, des Vorkämpfers und Gründers der Einheit Italiens, war eine gebürtige de Sellon und war hier aufgewachsen. Heute ist das Schloss im Besitz einer Immobiliengesellschaft.

## Persönlichkeiten
1752 liess sich der Abenteurer, Schriftsteller und Publizist Jean-Henri Maubert de Gouvest bis 1755 als Advocat nieder.
In Allaman wurde der Komponist Pierre Maurice geboren, der hier von 1917 bis zu seinem Tode 1936 lebte.